# 比尔·柯比
比尔·柯比（英語：Bill Kirby，1975年9月12日—），澳大利亚男子游泳运动员。他曾代表澳大利亚参加2000年夏季奥林匹克运动会游泳比赛，获得男子4×200米自由泳接力金牌。